# Suffer Tree EP
Suffer Tree je EP Aljašské post-hardcore/metalcore hudební skupiny 36 Crazyfists.

## Seznam skladeb
1. "Name Your Rapist" – 4:42
2. "Suffer Tree" – 3:00
3. "Eyes of Lies" – 3:30
4. "This Is Why" – 3:40